# Coleophora drymidis
Coleophora drymidis is een vlinder uit de familie kokermotten (Coleophoridae). De wetenschappelijke naam is voor het eerst geldig gepubliceerd in 1857 door Mann.
De soort komt voor in Europa.